# Tamluk
Tamluk è una suddivisione dell'India, classificata come municipality, di 45.826 abitanti, capoluogo del distretto di Midnapore Est, nello stato federato del Bengala Occidentale. In base al numero di abitanti la città rientra nella classe III (da 20.000 a 49.999 persone).

## Geografia fisica
La città è situata a 22° 18' 0 N e 87° 55' 0 E e ha un'altitudine di 6 m s.l.m..

## Società

### Evoluzione demografica
Al censimento del 2001 la popolazione di Tamluk assommava a 45.826 persone, delle quali 23.686 maschi e 22.140 femmine. I bambini di età inferiore o uguale ai sei anni assommavano a 4.863, dei quali 2.472 maschi e 2.391 femmine. Infine, coloro che erano in grado di saper almeno leggere e scrivere erano 35.466, dei quali 19.569 maschi e 15.897 femmine.